# Otto von Fabricius
Otto von Fabricius (* 8. Mai 1857 in Preßburg, Komitat Pressburg; † 2. Dezember 1912 ebenda) war ein ungarischer Schriftsteller und Journalist deutscher Sprache.

## Leben
Nach Schule und Studium bekam Fabricius eine Anstellung beim Theater seiner Heimatstadt. Da er bereits während seines Studiums einige Erfolge als Journalist erzielen konnte, berief man ihn um 1890 zum Sekretär des Ungarischen Journalistenvereins. 1895 avancierte Fabricius zum Schriftleiter des Westungarischen Grenzbotens und sieben Jahre später wurde er dessen alleinverantwortlicher Hauptschriftleiter.

## Werke
- Seelenblüten. Gedichte (1883)
- So sind sie alle. Lustspiel(1883)
- Fräulein Doktor. Lustspiel (1883)
- Abwärts. Roman (1883)
- Das Modell. Roman (1885)
- Humoresken und Novellen. Humoresken (1911)
- Neue Humoresken und Novellen (1903)
- Dramaturgische Schriften (1887)
- Aviatiker der Liebe. Humoresken (1911)
- Süße Mädel und andere Bitterkeiten. Novellen (1913)

## Weblink
- Literatur von und über Otto von Fabricius im Katalog der Deutschen Nationalbibliothek

| Personendaten    | Personendaten                                            |
| ---------------- | -------------------------------------------------------- |
| NAME             | Fabricius, Otto von                                      |
| KURZBESCHREIBUNG | österreichisch-ungarischer Schriftsteller und Journalist |
| GEBURTSDATUM     | 8. Mai 1857                                              |
| GEBURTSORT       | Preßburg                                                 |
| STERBEDATUM      | 2. Dezember 1912                                         |
| STERBEORT        | Preßburg                                                 |